# Guiscardo Simoncini
Guiscardo Simoncini, in arte Guy Simon (Venezia, 25 luglio 1894 – Roma, 13 dicembre 1956), è stato un montatore e direttore alla produzione italiano.

## Biografia
Nacque in una famiglia borghese veneziana. Il padre Luigi (1855-1929) era ingegnere, la madre si chiamava Matilde Viale. Non appena maggiorenne, grazie alla passione per il ballo iniziò a girare il mondo. Nel 1937 sposa a Roma, nella chiesa di Santa Maria in Trastevere, Margherita Spinosi, pronipote del poeta, politico e giornalista  romano, Filippo Tolli. Dalla loro unione nasce nel 1938 il figlio Pierluigi che, dal 1968 al 2013, ha ricoperto ininterrottamente l’incarico di Ingegnere Capo del Comune di Nettuno.

## Filmografia

### Montatore
- Il solitario della montagna (1931)
- L'uomo dall'artiglio (1931)
- La segretaria privata (1931)
- Pergolesi (1932)
- Piccola mia (1933)
- Al buio insieme (1935)
- I due barbieri (1937)
- Pietro Micca (1938)
- Equatore (1939)
- Buffalo Bill a Roma (1949)

### Produzione
- Piccola mia (1933)
- Capitan Fracassa (1940)
- La maschera di Cesare Borgia (1941)
- Principessina (1943)
- Bellezze in bicicletta (1951)
- Agenzia matrimoniale (1952)